# Lettres post-nominales
Les lettres post-nominales, aussi appelées initiales post-nominales ou titres post-nominaux, sont des lettres placées après le nom d'une personne, indiquant que l'individu en question détient une position spécifique, un diplôme académique, une accréditation ou un honneur particulier. Un même individu peut posséder plusieurs groupes de lettres post-nominales, dont l'ordre est déterminé par l'ordre de préséance et le type d'honneur qu'il détient.
Les lettres post-nominales sont surtout utilisées en anglais, bien que certaines autres langues les utilisent.
Quelques exemples :
- un chevalier commandeur de l'ordre de l'Empire britannique est autorisé à utiliser les lettres KBE ;
- un sportif ayant participé aux Jeux Olympiques peut utiliser « OLY » ;
- un membre de l'American Institute of Architects est autorisé à utiliser les lettres FAIA ;
- un docteur en philosophie est autorisé à utiliser les lettres PhD (ou DPhil) ;
- un frère franciscain (Ordre des frères mineurs) est autorisé à utiliser les lettres OFM et un jésuite (Compagnie de Jésus) les lettres SJ ;
- les diplômés d'universités peuvent ajouter les lettres post-nominales pour indiquer à quelle Université ils ont étudié. Par exemple, un diplômé de l'université de Cambridge peut utiliser Cantab. ; un diplômé d'Oxford peut ajouter Oxon.. Ces noms d'universités sont ajoutés après le type de diplôme : John Smith BA (Cantab) ;
- un aide de camp de la suzeraine, au Royaume-Uni, est autorisé à utiliser les lettres ADC. Au Canada, le gouverneur Roland Michener a autorisé les aides de camp à utiliser les lettres A de C.

## Utilisation
L'ordre dans lequel les lettres post-nominales suivent le nom est décidé par des règles, qui peuvent varier d'une région à l'autre. Au Royaume-Uni, le ministère de la Justice recommande l'ordre suivant : 
1. Bt / Bart (Baronet) ou Esq. (Esquire) ;
2. Décorations et distinctions honorifiques (par ordre décroissant de préséance) ;
3. Statut (par exemple, QC pour un avocat expérimenté ou Queen's Counsel, MP pour un député) ;
4. Grades universitaires ;
5. Ordres religieux ;
6. Appartenance à des sociétés savantes, des académies ou des institutions professionnelles (par exemple, RA (Royal Academy), FRCP (Royal College of Physicians of London)) ;
7. Appartenance aux forces armées.

Selon l'université d'Oxford, les diplômes universitaires doivent être énumérés en ordre ascendant : baccalauréat en premier, suivi des masters, doctorats, etc.

## Lettres post-nominales principales par pays
Les listes suivantes ne sont pas exhaustives.

### Canada
Les lettres post-nominales utilisées au Canada sont listées en fonction de l'ordre de préséance canadien, défini par le ministère du Patrimoine canadien (Department of Canadian Heritage)
| Lettres                | Titre                                                      |
| ---------------------- | ---------------------------------------------------------- |
| Titres héréditaires    |                                                            |
| Bt ou Btss             | Baronet ou Baronetess                                      |
| UE                     | United Empire Loyalists                                    |
| Relatifs au monarque   |                                                            |
| (en) PC ou (fr) CP     | Privy Counsellor                                           |
| ADC(P)                 | Aide de camp de Sa Majesté ou vice-roi.                    |
| Décorations nationales |                                                            |
| VC                     | Croix de Victoria                                          |
| CV                     | Croix de la Vaillance                                      |
| CD                     | Decoration Canadienne                                      |
| Ordres nationaux       |                                                            |
| OM                     | Ordre du Mérite                                            |
| CC                     | Compagnon de l'Ordre du Canada                             |
| OC                     | Officier de l'Ordre du Canada                              |
| CM                     | Membre de l'Ordre du Canada                                |
| GCVO                   | Chevalier ou dame grand-croix de l'ordre royal de Victoria |
| KCVO/DCVO              | Chevalier ou dame commandeur de l'ordre royal de Victoria  |
| CMM                    | Commandeur de l'Ordre du mérite militaire                  |
| COM                    | Commandeur de l'Ordre du mérite des corps policiers        |
| CVO                    | Commandeur de l'ordre royal de Victoria                    |
| OMM                    | Officier de l'Ordre du mérite militaire (Canada)           |
| OOM                    | Officier de l'Ordre du mérite des corps policiers          |
| LVO                    | Lieutenant de l'ordre royal de Victoria                    |
| MMM                    | Membre de l'Ordre du mérite militaire                      |
| MOM                    | Membre de l'Ordre du mérite des corps policiers            |
| MVO                    | Membre de l'ordre royal de Victoria                        |
| KStJ/DStJ              | Chevalier ou dame du Très vénérable ordre de Saint-Jean    |
| CStJ                   | Commandeur du Très vénérable ordre de Saint-Jean           |
| OStJ                   | Officier du Très vénérable ordre de Saint-Jean             |
| SBStJ ou SSStJ         | Serving Member du Très vénérable ordre de Saint-Jean       |